# Ignaz von Schäffer
Ignaz von Schäffer, indicato anche come Schaeffer (Vienna, 28 ottobre 1821 – Vienna, 17 aprile 1892), è stato un diplomatico e nobile austriaco.

## Biografia
Nato a Vienna nel 1821, Ignaz von Schäffer studiò all'Accademia Orientale di Vienna e dal 1841 lavorò nel servizio diplomatico austriaco. Iniziò la propria carriera con posizioni di secondo piano a Iași ed a Istanbul, passando poi ad Alessandria d'Egitto ed a Londra. Fu consigliere presso il ministero del commercio viennese dal 1863, passando poi col medesimo ruolo al ministero degli esteri nel 1866. Dal 1871 al 1874 fu chargée d'affaires imperiale a Londra, poi dal 1874 al 1877 fu ambasciatore in Giappone, Siam e Cina. Dal 1877 al 1880 fu console generale in Egitto. Negli anni 1881-1886 fu ambasciatore austro-ungarico presso gli Stati Uniti. Si ritirò dal servizio attivo nel 1886 e morì a Vienna nel 1892.